# 歐律狄刻一世 (馬其頓)
歐律狄刻（前5世纪—？），馬其頓國王阿明塔斯三世的王后，腓力二世的母親，亞歷山大大帝的祖母。
歐律狄刻出生於前410年～前407年間，是上馬其頓貴族錫阿司的女兒。前390年左右，阿明塔斯三世娶歐律狄刻為后，歐律狄刻為他生下三個兒子：亞歷山大二世、佩爾狄卡斯三世以及腓力二世。